# Liste der denkmalgeschützten Objekte in Turčianska Štiavnička
Die Liste der denkmalgeschützten Objekte in Turčianska Štiavnička enthält die neun nach slowakischen Denkmalschutzvorschriften geschützten Objekte in der Gemeinde Turčianska Štiavnička im Okres Martin.

## Denkmäler
| Foto |                 | Denkmal / č. ÚZPF                                                   | Standort / Konskr. Nr.                                        | Offizielle Beschreibung               | Beschreibung                          | Metadaten                                                             |
| ---- | --------------- | ------------------------------------------------------------------- | ------------------------------------------------------------- | ------------------------------------- | ------------------------------------- | --------------------------------------------------------------------- |
| ja   | Datei hochladen | Mausoleum(sk) ObjektID: 506-11569/0                                 | Standort KG: Turčianska Štiavnička Konskr.Nr.:                | rod.Révai;pohrebná kaplnka Révaiovcov | der Familie Revay, Grabkapelle Révay  | č. NKP: 506-11569/0 Stand des NKP: 2012-02-08 Name: MAUZÓLEUM         |
| ja   | Datei hochladen | Gedenkgebäude in regionaltypischem Baustil(sk) ObjektID: 506-3238/0 | 14 Standort KG: Turčianska Štiavnička Konskr.Nr.: 17          | Kostra Ján;1910-1975,básnik           | für Ján Kostra, Dichter               | č. NKP: 506-3238/0 Stand des NKP: 2012-02-08 Name: DOM ĽUDOVÝ PAMÄTNÝ |
| ja   | Datei hochladen | Schloss(sk) ObjektID: 506-631/1                                     | SNP ul. 16 Standort KG: Turčianska Štiavnička Konskr.Nr.: 1   | Révayovský kaštieľ                    | Herrenhaus Révay                      | č. NKP: 506-631/1 Stand des NKP: 2012-02-08 Name: KAŠTIEĽ             |
| ja   | Datei hochladen | Park(sk) ObjektID: 506-631/2                                        | SNP ul. Standort KG: Turčianska Štiavnička Konskr.Nr.:        | Révayovský park                       | Révay Park                            | č. NKP: 506-631/2 Stand des NKP: 2012-02-08 Name: PARK                |
| ja   | Datei hochladen | Orangerie(sk) ObjektID: 506-631/3                                   | SNP ul. 16 Standort KG: Turčianska Štiavnička Konskr.Nr.: 311 | solitér;skleník                       | Gewächshaus                           | č. NKP: 506-631/3 Stand des NKP: 2012-02-08 Name: ORANŽÉRIA           |
| BW   | Datei hochladen | Wasserleitungssystem(sk) ObjektID: 506-631/4                        | SNP ul. 16 Standort KG: Turčianska Štiavnička Konskr.Nr.: 1   | systém pôvodne 6 (tč3)rybníkov        | ein System von ehem. 6, nun 3 Teichen | č. NKP: 506-631/4 Stand des NKP: 2012-02-08 Name: SYSTÉM VODNÝ        |
| BW   | Datei hochladen | Wasserspeicher 1(sk) ObjektID: 506-631/5                            | SNP ul. 16 Standort KG: Turčianska Štiavnička Konskr.Nr.: 1   | 1.rybník                              | Teich 1                               | č. NKP: 506-631/5 Stand des NKP: 2012-02-08 Name: NÁDRŽ VODNÁ I.      |
| BW   | Datei hochladen | Wasserspeicher 2(sk) ObjektID: 506-631/6                            | SNP ul. 16 Standort KG: Turčianska Štiavnička Konskr.Nr.: 1   | 2.rybník                              | Teich 2                               | č. NKP: 506-631/6 Stand des NKP: 2012-02-08 Name: NÁDRŽ VODNÁ II.     |
| BW   | Datei hochladen | Wasserspeicher 3(sk) ObjektID: 506-631/7                            | SNP ul. 16 Standort KG: Turčianska Štiavnička Konskr.Nr.: 1   | 3.rybník                              | Teich 3                               | č. NKP: 506-631/7 Stand des NKP: 2012-02-08 Name: NÁDRŽ VODNÁ III.    |

## Legende
Die Tabelle enthält im Einzelnen folgende Informationen:
| Foto:                    | Fotografie des Denkmals. |
| Denkmal / č. ÚZPF:       | Die Übersetzung der Bezeichnung des Denkmals, wie sie vom Slowakischen Denkmalamt (Pamiatkový úrad Slovenskej republiky) verwendet wird. Die Originalbezeichnung ist unter dem Fragezeichen angegeben. Fehlt die Übersetzung, so wird die Originalbezeichnung direkt angezeigt. Weiters ist die Objekt-Identifikationsnummer (Objekt ID) angeführt. Sie ist die offizielle, in der Slowakei eindeutige Nummer č. ÚZPF inklusive der zugehörigen Zählnummer, wie sie in den Daten des Denkmalamtes angegeben wird. Da diese nur innerhalb eines Landkreises gezählt wird, ist dessen Nummer der Denkmalnummer vorangestellt. |
| Standort:                | Wenn in der Liste vorhanden, ist die Adresse angegeben. In Klammern kann sich noch eine zusätzliche Adresse befinden, wenn es beispielsweise ein Eckhaus ist. Bei freistehenden Objekten ohne Adresse (zum Beispiel bei Bildstöcken) ist eine Adresse angegeben, die in der Nähe des Objekts liegt. Durch Aufruf des Links Standort wird die Lage des Denkmals in verschiedenen Kartenprojekten angezeigt. Darunter sind die Katastralgemeinde (KG) und, wenn vorhanden, die Konskriptionsnummer (Konskr. Nr.) angegeben.                                                                                                   |
| Offizielle Beschreibung: | Es ist die Kurzbeschreibung auf Slowakisch, wie sie in den offiziellen Listen angegeben ist, eingetragen. |
| Beschreibung:            | Kurze Angaben zum Denkmal auf Deutsch. |
| Metadaten:               | Zusätzlich werden, wenn in den persönlichen Einstellungen das Helferlein Dauerhaftes Einblenden von Metadaten aktiviert ist, ebensolche angezeigt. |

- Karte mit allen Koordinaten:
- OSM |
- WikiMap